# Germansk religion
Germansk religion er en fællesbetegnelse for de germanske samfunds religiøse traditioner i det før-kristne Nordeuropa. Ud fra både arkæologiske levn og litterære kilder er det muligt at spore en række fælles eller nærtbeslægtede trosforestillinger i hele det germanske område fra omkring vor tidsregnings begyndelse indtil højmiddelalderen, hvor de sidste hedenske områder i Skandinavien blev kristne. Mange germanske religiøse forestillinger levede dog videre i lokal folketro. Den germanske religion er bedst dokumenteret for den sene periode, hvor flere tekster fra 10. og 11. århundrede er bevaret i Skandinavien og Island, men overalt i det germanske område er der gjort arkæologiske fund, der fortæller om områdets religion.
Germania er den romerske betegnelse for området øst for Rhinen og nord for Donau og til øerne i Østersøen, det var en tradition der stammede fra Julius Cæsar, som brugte den i Commentarii de Bello Gallico. Det germanske kerneområde, Magna Germania, lå i antikken i det nordeuropæiske lavland, som primært omfatter det nuværende Tyskland, Nederlandene og Danmark, lande hvor befolkningerne stadig taler nært beslægtede sprog. Grænserne for Germanien var dog ikke klart definerede; store germanske befolkningsgrupper levede inden for Romerrigets grænser, og den romerske indflydelse nåede langt ind i det ”frie Germanien” på den anden side af den konkrete grænse ved Limes. Grænserne i antikken fungerede snarere som bufferzoner mellem forskellige politiske og kulturelle indflydelsessfærer end som moderne grænser, og blandingskulturer trivedes derfor i disse områder. I Centraleuropa var den keltiske kultur dominerende i århundrederne før vor tidsregnings begyndelse, og allerede den tidlige germanske religion har været influeret af keltisk religion. Senere blandede elementer fra den romerske kultur sig med germanernes kultur. Det er bl.a. arkæologiske fund af romerske gudestatuer og guldbrakteater, inspireret af romerske mønter, i hele Germanien tegn på. Germanerne har reelt aldrig udgjort en ensartet gruppe med en fælles kultur. Fx er det kosmologiske system, der kendes fra de middelalderlige tekster, måske et resultat af en tidligere sammensmeltning af to religionsformer, mellem en ase- og en vanetradition.
De vigtigste kontaktområder for germanerne i antikken var det gallo-romerske mod vest, den alpine kultur mod syd i Alperne samt de baltiske og slaviske områder mod øst. Østgermanske stammer, der tidligere havde beboet områder i det nuværende Polen, rejste mod sydøst til områder i det nuværende Ukraine Siden blev de drevet mod vest af centralasiatiske rytterfolk, hvor de i stedet etablerede en række riger i Italien, den Iberiske halvø, Sarmatia, Dakien og Illyrien, men de har efterladt sig meget fragmentariske spor.
Den germanske religion var polyteistisk med flere fællestræk til andre indoeuropæiske religioner. De vigtigste guder i den sene nordiske tradition var Odin (oldnordisk: Óðinn, oldhøjtysk: Wodan, angelsaksisk: Wōden) og Thor (oldnordisk: Þórr, oldtysk: Donar, angelsaksisk: Þunor). På et tidligere tidspunkt kan hovedguden havde været Tiwaz (oldnordisk: Týr, oldtysk: Ziu, angelsaksisk: Tiw).
Der fandtes dog ingen centrale religiøse institutioner, og der var ingen fælles dogmer, som omfattede hele det germanske område. Derfor var der store regionale forskelle i den måde de enkelte samfund udøvede deres religion på. Nogle guder kunne have større betydning nogle steder end andre, samtidig med at skikke varierede fra område til område, og fra periode til periode. I lighed med andre religioner var den germanske også en dynamisk kulturel konstruktion, der tilpassede form og indhold til de sociale sammenhænge, hvori den blev brugt.

## Historie

### Keltisk jernalder
Overgangen mellem bronzealder og jernalder omkring 500 f.v.t. medførte et skift i både levevis og religiøse skikke. De arkæologiske fund viser et samfund der var forandret, befolkningen flyttede sammen i landsbyer og man begravede de døde i store fællesgrave; stormændenes markering af deres magt i form af store gravanlæg og omfattende kultpladser findes der ingen spor af fra denne periode. Desuden er fx gravfundene heller ikke så rige på guld og kunstværdigt udsmykkede genstande som tidligere. Dette kulturskift er blevet forklaret med både at en klimaændring fandt sted, og at keltiske folkeslag begyndte at dominere i Centraleuropa og derved afbrød forbindelserne mellem Nordeuropa og Middelhavsregionen. Først efter flere hundrede år begynder gravfundene at blive rigere igen, da forbindelserne med Sydeuropa atter bliver stærkere.
Modsat tidligere begyndte man nu at brænde de døde inden de blev begravet, denne begravelsesskik forblev dominerende helt frem til overgangen til kristendommen i middelalderen, det betød dog ikke at jordfæstelse ikke forekom. I senere kilder fremgår det at germanerne mente at den døde ved brænding ville leve videre i et himmelsk dødsrige, mens de der blev lagt ubrændte i jorden ville forblive dernede. Af fund, som sandsynligvis havde religiøs betydning, dominerer genstande med keltisk oprindelse, og de mytologiske motiver der findes har i mange tilfælde klare forbindelser til middelhavsregionen eller den keltiske kultur. Og på de genstande der utvivlsomt er blevet fremstillet lokalt, som fx Guldhornene forestiller billederne figurer fra i dag ukendte myter. Vi har intet direkte kendskab til germanske mytologi i den tidlige del af jernalderen, men levn tyder på at der skete en del forskydninger i germanernes religiøse forestillinger i århundrederne omkring vor tidsregnings begyndelse.

### Romersk jernalder
De tidligste former af germansk religion kendes udelukkende fra arkæologiske levn og kan derfor kun tolkes på grundlag af komparative studier af andre religioner. Udover de rige arkæologiske fund findes der også lingvistiske levn til ældre germanske forestillinger. Disse kilder er dog alle stumme, forstået på den måde at navne og rituelle handlinger ikke kan udledes fra dem direkte. Ud fra den viden vi har om den senere praksis i det Nordiske område og forskellige skriftlige kilder kan man lave mere eller mindre kvalificerede gætterier. Enhver beskrivelse af de ældste former af den germanske religion baseres derfor på usikre rekonstruktioner, som igen bygger på sammenligninger til andet materiale.

#### Julius Cæsar
Den ældste skriftlige kilde til religionen I det germanske område er Julius Cæsars Commentarii de Bello Gallico, hvor han sammenligner de meget indviklede keltiske skikke med de efter hans opfattelse meget "primitive" germanske traditioner.
Germansk skik og brug adskiller sig meget fra gallisk. Germanerne har nemlig ikke druider til at lede de religiøse handlinger, og de er ikke interesserede i offerhandlinger. De regner kun dem for guder, som de tydeligt kan se, og hvis hjælp, de tydeligt kan mærke: Solen, Ilden og Månen. Om de øvrige guders eksistens har de end ikke hørt.
Julius Cæsar: Gallerkrigen 6.21.1 og 6.21.2 
Cæsars beskrivelser af de germanske stammers religion adskiller sig meget fra hvad andre kilder viser, og den bliver derfor ikke tillagt særlig høj kildeværdi af moderne religionsforskere. Generelt beskriver han Germanien som et barbarisk eventyrland, meget forskelligt fra det Italien han selv kommer fra. Mange af de karaktertræk han tillægger befolkningen står således i stæk kontrast til romernes. En interessant detalje er dog at hans identifikation af den vigtigste guddom i Gallien som værende den samme som den romerske Merkur, en gud Odin senere er blevet identificeret med.
Af guderne dyrker de især Merkur. De fleste statuer forestiller ham, og de omtaler ham som opfinderen af al slags kunst og håndværk, som de rejsendes vejviser, og de tror, at han især har magt indenfor økonomi og handel.
Julius Cæsar: Gallerkrigen 6.17.1 

#### Tacitus
En senere og langt mere deltaljeret beskrivelse af den germanske religion blev skrevet af Tacitus og stammer fra omkring 100 e.v.t. Hans etnografiske beskrivelse, Germania, er i dag højt værdsat, da den er den eneste fyldige kilde til germansk kultur i romersk jernalder. Ifølge Tacitus ofrede germanerne både dyr og mennesker til deres guder, som han identificerede med Herkules og Mars. Han fortæller også at den største stamme, sveberne, derudover ofrede romerske krigsfanger til en gudinde, som han identificerede med Isis.
En anden gudinde, som han kalder Nerthus, dyrkes som jordgudinde af stammerne en række stammer i det nordvestlige område; Ifølge Tacitus’ beretning forstiller hendes tilhængere sig at hun interagerede direkte i menneskenes affærer. Hendes hovedhelligdom skulle ligge i lunden Castum, der ligger på en ø. En tildækket vogn trukket af okser var viet til gudinden og kun ypperstepræsten måtte røre den. Denne præst var i stand til at se gudinden træde ind i vognen. Den blev ført rundt til hele landet, og hvor den kom frem blev der holdt en fest. Præsten erlærede festligheder overstået når gudinden var træt af kontakten med dødelige, herefter blev vognen og forhænget vasket sammen med gudinden. Den slave der foretag denne renselse blev efterfølgende kastet i søen. I den tid gudinden rejste rundt gik disse stammer ikke I krig og rørte ikke noget våben.
Ifølge Tacitus opfattede germanerne tempelbygninger som upassende boliger for guderne, de lavede heller ikke afbildninger af dem i menneskelig form, på samme måde som romerne gjorde. I stedet dyrkede de dem i hellige skove eller lunde. Ritualer som involverede divination og spådomme var meget udbredte, bl.a. gennem lodtrækning.
Tacitus’ pålidelighed som kilde er dog præget af hans retoriske tendenser; formålet med Germania er tydeligvis at præsentere hans egne landsmænd med et eksempel på de dyder han mente de manglede. Dette værk er derfor ikke en neutral etnografisk eller historisk beskrivelse af et fremmed folkefærd, noget der i øvrigt var fuldstændigt ukendt i antikken. Selvom Tacitus’ tolkninger som oftest er tvivlsomme, så indeholder hans beretning flere iagttagelser som virker meget pålidelige; mange af dem har paralleller med elementer af religiøs praksis der kan genfindes i nyere kilder. Brugen af menneskeofringer bekræftes af middelalderlige beretninger og arkæologiske fund, det samme gælder ritualer knyttet til naturfænomener. Brugen af transportmidler for en gud eller præst genfindes ligeledes andre steder, det samme med divinatoriske skikke, der kendes helt op til 19. århundrede.

### Germansk jernalder
I løbet af germansk jernalder blev den germanske kultur i stigende grad udsat fra påvirkning af kristendommen og den latinske middelhavskultur; fx blev runerne udviklet som skriftsystem på grundlag af det latinske alfabet. Et andet aspekt af denne udvikling kan fx ses hos Jordanes, der skrev goternes historie, Getica, i 6. århundrede e.v.t. da de havde været kristne i mere end 150 år og dominerede det gamle romerske kernområde, Italien. Jordanes, som ikke selv var goter, skrev at deres hovedgud var Mars, som de mente var blevet født i blandt dem; Jordanes finder det med andre ord ikke nødvendigt at bruge gudens oprindelige navn. Goterne var konverteret til den arianske form for kristendom i 4. århundrede, samtidig med at katolicismen blev dominerende i Romerriget. Med tiden blev de gamle religiøse traditioner erstattet af den kristne kultur, først mod syd, senere længere mod nord. Den tidlige overgang til kristendommen og rigernes hurtige forsvinden betød at de østgermanske stammer før-kristne religion i dag næsten er ukendt. Disse grupper blev adskilt fra det øvrige germanske område i forbindelse med folkevandringerne, og en sammenligning mellem de østgermanske og de senere vest- og nordgermanske forestillinger ville kunne vise hvilke elementer der er fælles proto-germanske og hvilke der er opstået på et senere tidspunkt; dette er dog umuligt i dag.

#### Centraleuropa
De germanske stammer i Centraleuropa blev gradvist kristne i perioden 6. til 8. århundrede. Elementer af den gamle mytologi overlevede dog igennem middelalderen i form af legender, eventyr og episke fortællinger og i folkloren. Fragmenter kan fx findes i historiske beretninger skrevet om de forskellige stammer:
- Paulus Diaconus beretning om langobarderne
- Om friserne i sankt Willibrords levned.

Men i forhold til især nordisk religion og i mindre grad angelsaksisk religion er de skriftlige kilder til religionen i Centraleuropa af meget fragmentarisk karaktér. Merseburg-versene, er fx det eneste før-kristne tekststykke skrevet på oldhøjtysk. Her optræder en gud ved navn Sinhtgunt, der søster til Sunna (solgudinden), som er helt ukendt i nordisk sammenhæng. Hun kan være månegudinde og identisk med Nanna, Balders hustru. Andre eksempler på tekster med elementer af den før-kristne religion er:
- Hildebrandslied
- Muspilli
- Nibelungenlied
- Kudrun
- Vølund Smed i Heldenbuch
- Didrikskrøniken som bygger på Teoderik den Store

I andre tekster, fx krøniker og historiske fremstillinger, er der også hentydninger til den hedenske religion, fx:
- Om Karl den Stores destruktion af Irminsul, gengivet i Annales regni Francorum
- Destruktionen af Donars eg ifølge Sankt Bonifacius’ levned

Da hedenskabet blev marginaliseret af kristendommen fortsatte dele af den før-kristne religion i landbefolkningens folklore; germansk mytologi overlevede derfor i eventyr, som dem Brødrene Grimm indsamlede, traditionerne om Hvalborgs nat, Hulda, Lorelei og i aristokratiske sammenhænge, så som Nibelungslied.

#### England
Den vigtigste kilde til den før-kristne religion i det angelsaksiske England er den kristne munk Beda, som gengav en gammel hedensk kalender i sit værk De Temporum Ratione. Derudover har enkelte stykker oldengelsk poesi overlevet, alle videregivet af kristne forfattere. Det vigtigste værk er Beowulf, men det bærer stærkt præg af at være skrevet til et kristent publikum. Det eneste fragment af angelsaksisk poesi der ikke har været omskrevet af kristne forfattere er Finnsburgh fragmentet.
Ud fra de overleverede kilder kan det konstateres at angelsakserne dyrkede guder med navne der lignede de øvrige germanske folkeslags. Navnene varierede dog på grund af dialektale forskelle, men det formodes at det basalt set drejede om de samme mytologiske figurer. Den angelsaksiske gud Woden har derfor været den samme som nordboernes Óðinn og vestgermanernes Wotan; ligesom Þunor var en parallel til Þórr og Donar.

### Vikingetiden
Den skandinaviske religion i den tidlige middelalder er langt bedre dokumenteret end den tidligere germanske religion, især takket være de tekster der blev nedskrevet i Island mellem 1150 og 1400. Dertil kommer flere beskrivelser af hedenske ritualer fra udlændinge.
Ofringer var kendt som blót og indgik bl.a. i højtider, hvor de forskellige guder modtog gaver, og man forsøgte at forudsige og påvirke det kommende års begivenheder. Forholdet mellem guder og mennesker blev forstået som et afhængighedsforhold der lignede forholdet mellem en stormand og hans undergivne mænd; derfor var det vigtigt at man bekræftede forholdet til guderne, fx gennem gaver. Blót blev ligeledes brugt i krisetider med samme formål som til højtiderne.
Gudinden Frijja var tilsyneladende blevet splittet i to forskellige figurer i Norden, hvor man havde to klart adskilte gudinder Frigg og Freja. I den nordiske mytologi er der flere historier som kunne tyde på at de tidligere havde været den samme person, fx navnene på deres ægtemænd: Óðr/Óðinn, deres evner indenfor for sejd og Freja/Friggs utro karaktér.

### Middelalderen
I 1000 e.v.t. blev Island formelt erklæret kristent, en fortsat dyrkelse af den hedenske religion blev dog tolereret i privatsfæren. Hovedparten af Skandinavien var ligeledes blevet kristent i 11. århundrede, Adam af Bremen giver den sidste beskrivelse af udbredt hedenskab i Norden. Religionsskiftet foregik nogle steder fredeligt andre steder, fx kunne en stormands mænd anse deres troskabsforhold som afbrudt, hvis den ene skiftede religion. De svenske konger Olof af Sverige, Anund Gårdske og Ingold I oplevede at deres mænd forlod dem, og den norske konge Håkon den Gode blev tvunget til at omgøre sin konversion.
Den afsatte kristne konge af Norge Olav den Hellige forsøg på at generobre sit rige medførte en blodig borgerkrig, den endte ved Stiklestad i 1030. I Sverige blev Inge d. æ. afsat i begyndelsen af 1080'erne af sit eget folk, da han nægtede at ofre til de hedenske guder, han blev erstattet af sin svoger Blot-Sven. Efter tre i eksil vendte Inge i hemmelighed tilbage til Gamla Uppsala, og om natten omringede han sammen med de kristne den kongelige hal, hvor Sveinn omholdt sig. De kristne satte derefter ild til hallen. Inge blev dog ikke konge igen med det samme, da den hedenske Erik Årsæl blev indsat for en kort periode. Ham fik Inge imidlertid afsat.

## Guder
Indtil begyndelsen af 2. århundrede e.v.t. kender vi ingen navne på germanske guder eller mytologiske beretninger, men i denne periode begynder få og fragmentariske oplysninger om den germanske gudeverden at dukke op. Nu begynder beboerne i Nordeuropa i højere grad end tidligere at få kontakt med middelhavskulturerne, og fx romerske forfattere begynder at interessere sig for barbarerne i nord. Hos Tacitus får vi det ældste bevidnede navn på en germansk guddom, Nerthus, et navn der etymologisk endda er forbundet til den yngre gud Njord. Fra denne periode bliver runeskriften også udviklet under påvirkningen fra Romerrigets skriftkultur. De runeindskrifter der er bevaret har dog hidtil været yderst svære at tolke, da de dels er meget kortfattede og tilsyneladende mest består af navne eller trylleformler. Andre germanske indskrifter er skrevet på latin, hvor kun ophavsmandens navn afslører at afsenderen er germaner. Nogle af dem er lavet i forbindelse med ofringer til guder, men navnene er ofte enten oversat til latinske gudenavne eller tilhører ellers ukendte guder. Kun tilnavne kan i visse tilfælde vise at det drejer sig germanske gudeskikkelser, således at Merkur tillægges samme egenskaber som Odin har i senere tekster, Herkules som Thor og Mars som Tyr.
En række gudenavne forekommer i flere germanske sprog, hvilket kan betyde at de har været dyrket længe:
| Protogermansk (hypotetisk) | Angelsaksisk | Oldtysk     | Nordisk    | Gotisk        |
| -------------------------- | ------------ | ----------- | ---------- | ------------- |
| *Wôðanaz                   | Woden        | Wodan/Wotan | Óðinn      |               |
| *Þunraz                    | Þunor        | Donar       | Þórr       |               |
| *Tîwaz                     | Tiw          | Zîu         | Týr        | Tyz           |
|                            | Seaxneat     | Saxnôte     |            |               |
|                            | Geat         | Gausus      | Gautr      |               |
| *Frijō                     | *Frige       | Frîja       | Frigg      |               |
|                            | *Eostre      | *Ôstara?    |            |               |
| *Ingwaz                    | Ing          | -           | Yngvi/Frej |               |
|                            |              | Phol?       | Baldr      | Baldr         |
|                            | *Freo        | Fricco      | Freyja     | Fráujo (frue) |
| *Sôwilô/*Saewelô.          | Sigel        | Sunna       | Sol        |               |
| *erminaz                   |              | Irmin       |            |               |
|                            |              | Hama        |            | Heimdallr     |
|                            |              | Fosite      | Forseti    |               |

Parallelliseringen mellem det romerske pantheon og de germanske guder ses også i den navngivning af ugens dage, da syvdagsugen blev overtaget af germanerne fra romerne omkring 300. Navnene på de vigtigste guder i denne periode kan derfor genfindes i navnene på ugedagene i de germansktalende lande. De gudenavne som var knyttet til de enkelte dage havde blev overført til germanske ækvivalenter; så Luna blev til Mani/månen, Mars til Tyr osv.
| Moderne dansk | Oprindelse | Norden                | Oldtysk         | Angelsaksisk |  |
| ------------- | ---------- | --------------------- | --------------- | ------------ |  |
| Mandag        | Månens dag | Manadagr              | Mondtag         |              |  |
| Tirsdag       | Tyrs day   | Tyrsdagr              | Tinstag/Ziestag | Tíwesdæg     |  |
| Onsdag        | Odins dag  | Odinsdagr             | Wodanstag       | Wédnesdæg    |  |
| Torsdag       | Thors dag  | Thorsdagr             | Donarstag       | Þunresdæg    |  |
| Fredag        | Friggs dag | Frjadagr              | Frijatag        | Frígedæg     |  |
| Lørdag        | Vaske dag? | laugardagr/løghardagr | Laugtag         |              |  |
| Søndag        | Solens dag | sunnudagr             | Sontag          | Sunadæg      |  |

De vigtigste guder i det syd og vestgermanske område var Osser, mens de i det angelsaksiske område hed Ése, begge korrespondere med de nordiske Aser. Gudernes konge hed Woden eller Wotan, han ledte den vilde jagt og bragte de døde med sig. De sydgermanske områder overgik tidligt til kristendommen i løbet af den kaotiske og samfundsomvæltende folkevandringstid; derfor er deres før-kristne mytologi kun bevaret i meget fragmentarisk form. Omvendt blev germanerne i Nordeuropa kun i mindre grad berørt af begivenhederne omkring den vestlige del af Romerrigets kollaps, derimod er nordboerne næsten fraværende i de antikke kilder. Situationen er derfor sådan at langt det mest omfattende skriftlige materiale om den germanske religion stammer fra Nordeuropa i middelalderen, mens næsten al information om de ældre perioder stammer fra det sydgermanske område. Derfor kan man ikke uden videre trække forbindelser fra alle middelalderlige mytologiske fortællinger til det materiale vi kender fra den romerske jernalder.
Afbildninger har sandsynligvis haft stor betydning for jernalderens mennesker, da mange ting, også almindelige brugsgenstande, der er blevet fundet har været udsmykket, måske har billeder haft større betydning end tekst. I oldtiden var billeder sjældne, og dem man havde var derfor noget særligt, i mange tilfælde endda en stor religiøs betydning; en billedlig fremstilling af et mytologisk forhold var identisk med dette forhold. Mange af de udsmykninger der tydeligvis er mytologiske fremstillinger kender vi dog ikke baggrunden for, det gælder fx guldhornene fra Gallehus og Gundestrupkarret. I andre kan klare paralleller til yngre kendte myter dog godt drages, det gælder bl.a. flere af brakteaterne. Et af motiverne på dem har fx paralleller til Baldersmyten og viser en figur med en knækket gren i brystet – misteltenen. En brakteat viser en kriger der ligger sin hånd i en ulvs mund, helt i overensstemmelse med myten om Tyr der lænker Fenrisulven. Den mest udbredte type viser dog et mandshoved med langt hår og diadem, dvs. en fyrste, og en af disse brakteater har en runetekst, der lyder Den høje – et af Odins vigtigste tilnavne i senere tekster.
Billeder fungerer ofte som komprimeret tekst, men aflæsningen af dem kræver kendskab til de bagvedliggende historier, og tolkning baseret på kilder der ikke er direkte knyttet til den tid og det sted, hvor billeder blev udført, kan kun gøres med yderste varsomhed. Attributter har været vigtige for afbildningen af gudefigurer, og dem der kendes fra andre kilder gør genkendeligheden nemmere. En eksempel på vanskelighederne ved tolkning af fortidens billeder er krigerattributter; før 7. århundrede e.v.t. havde krigere langt hår og bar skørt, og derfor forestiller figurer med sådanne træk ikke nødvendigvis kvinder.
Kilderne tyder på at flere af de guder som var kendt i middelalderen allerede havde stor betydning i romersk jernalder, men samtidig svandt andre guders betydning ind og nye kom til. Nogle guder blev kun dyrket i et begrænset område, mens andre blev indlånt fra nabofolkeslagene. Mange af de sagn der blev overleveret af middelalderens skjalde, krønikeskrivere og sagaforfattere bygger dog med meget stor sandsynlighed på langt ældre stof; noget af det har været lokalt, mens andet har haft udenlandsk oprindelse. Samtidigt findes en billedtradition der viser en vis grad af kontinuitet af gudefigurer, hvilket betyder at de guder sydgermanerne dyrkede i 2. århundrede e.v.t. har været nært med beslægtede med vikingernes mange hundrede år senere.

## Ritualer
Spor efter religionen i de ældste perioder, keltisk jernalder, kendes udelukkende gennem arkæologiske fund, fx billeder og rester af ritualer. Ofringer af mad og genstande i søer og moser, som det kendes tilbage fra neolitikum og bronzealderen, fortsætter ind i jernalderen; og her i endnu større målestok. Den tids mennesker har sandsynligvis opfattet mosen som helligt sted, hvor kontakt med guddommelige magter var mulig; omkring 100 e.v.t. beskriver Tacitus gudinden Nerthus hjem som en ø i en sø. I flere moser er der blevet fundet råt forarbejdede træfigurer, enten af en mand eller kvinde eller et par. disse figurer er som regel råt bearbejde og lavet af grene, men med stærkt fremhævet køn. Det betyder sandsynligvis at de guder der var relateret til vandet var frugtbarhedsguder, og måske endda var identiske med de guder der blev kaldt vanerne i yngre kilder.
At ofring var et grundlæggende element i germansk religion, kan ses ved at det forekommer i alle slags kilder, både de antikke og de middelalderlige, i stednavne og ud fra den store mængde materielle levn, der tolkes som ofringer; i de mytologiske tekster ofrede selv guderne. Ofring er placering af genstande på steder eller destruktion der medfører at de levende ikke længere har adgang til dem; fx gennem afbrænding eller udkastning i søer. Gravgaver til de afdøde var også ofringer, ligesom drab på mennesker og dyr var det. Et vigtigt element i disse ritualer var offerfesterne, som omfattede spisning og drikning. Store offentlige offerfester fandt sted på centrale pladser, og flere steder i Germanien er der blevet fundet rester efter sådanne helligsteder; fx i Gudme på Fyn, Sorte Muld på Bornholm, Uppåkra i Skåne og Tissø på Sjælland.
Træfigurer var ikke de eneste genstande der blev ofret; en af de fundtyper der har vakt størst opsigt gennem de senere år er moseligene, fra hele det germanske område kendes der mange hundreder moselig. I langt hovedparten af fundene har ofret tydeligvis lidt en pludselig og voldelig død og er bevidst blevet langt i en mose. I mange tilfælde har man ved forskellige foranstaltninger sørget for at liget blev holdt nede i mosen, enten med grene eller sten. Baggrunden for disse moselig har været diskuteret lige siden de første eksempler dukkede op, og i mage har den dominerende forklaring været at de repræsenterede ofring af mennesker til guderne. Men for nylig har den danske historiker Allan A. Lund gjort op med den teori, og har i stedet forslået at ofrene var blevet dræbt, fordi man havde anset dem for hekse der bragte ulykke til samfundet. Han forklarer dette med at moseligene var blevet anbragt i en tørvemose, hvor de ikke blev opløst og derved overført til den anden verden, men i stedet blev bevaret for evigt i grænsetilstand mellem denne og den anden verden.
En anden spektakulær fundkategori er våbenofringerne. I Sydskandinavien kendes der omkring 50 lokaliteter, hvor våben er blevet kastet i en sø og ofret efter et større slag. Kun våben og ejendele er blevet ofret, og der optræder aldrig menneskeknogler, kun dyreknogler fra fx heste. Genstandene er blevet ødelagt bevidst og med stor kraft; sværd er bøjet, spyd er knyttet og skjolde slået itu. Størstedelen af denne type ofringer stammer fra perioden mellem 200 og 500 e.v.t. og mange af dem befinder sig i Østjylland på steder med adgang til Kattegat. Germanernes ofring af de besejrede fjenders våben kendes fra antikke beretninger, og fra middelalderen kendes et ritual, hvor modstanderens hær vies til Odin; en våbenofring kan derfor forklares som en gengave til de guddommelige magter der bekræfter forbindelsen mellem dem og menneskene.

## Romerske indlån
Indtil omkring år 400 e.v.t. lå Romerrigets grænser kun omkring 300 km væk fra Skandinavien, og endnu tættere på andre af de germansktalende stammer. Romerriget var datidens altdominerende magt, både politisk, økonomisk og kulturelt i denne del af verden. Da Romerriget voksede og fik skabt kontakt over et vidtstrakt område og mellem forskellige kulturer der lå langt fra hinanden fik de lokale traditioner med tiden et mere fælles præg, idet mange folkeslag indlånte kulturelementer der stammede fra romerne; dette gælder også germanerne. Her begyndte man fx omkring 300 e.v.t. at inddele ugen i syv dage, der var opkaldt efter en række hovedguder.
Et andet eksempel er skulpturer, hvor der skabes en overordnet og fælles skulpturtradition i hele Europa, Nærorienten og Nordafrika, og kun få lokale træk overlever de fleste steder. I Nordeuropa dukker der fx mindre skulpturer med klare ligheder med romerske forbilleder op fra arkæologiske udgravninger fra især Fyn og Øland der kan dateres til mellem 200 og 400 e.v.t., det drejer sig om mindre figurer der kan stå på et bord og enten lavet af metal eller træ, fundomstændigheder tyder på at de bevidst har været nedlagt i jorden. Desværre er det umuligt at identificere hvilke gudefigurer disse skulpturer forestiller og om de religiøse forestillinger som knyttede sig til figurer som disse også fulgte med. Et særtræk ved de germanske figurer er dog manglen på kvindefigurer, som ellers var populære i Romerriget, hvilket tyder på et bevidst fravalg. I romersk sammenhæng blev denne type figurer hovedsageligt brugt i forbindelse med larkulten i privathjem, hvor de var placeret på små hjemmealtre. Om de har været brugt til samme formål i Norden er dog uvist. Efterhånden forsvinder disse figurere atter fra fundene, og fra vikingetiden kendes der kun meget få og små figurer.
I årene mellem 400 og 500 e.v.t. stiger mængden af guld i arkæologiske udgravninger i Nordeuropa, dette hænger sammen med romernes udstrakte brug af fremmede lejesoldater, herunder germanere, i de mange krige der blev udkæmpet i Romerriget i denne tid. Omkring 600 svinder guldmængden atter i Nordeuropa, hvilket hænger sammen med de vestromerske provinsers kollaps og konsolideringen af de østlige. Med guldet følger også en ny fundtype, guldbrakteaterne, det er afbildninger på runde guldmedaljoner som er inspireret af romerske mønter, men udsmykket ud fra den lokale forestillingsverden og i en lokal stil, som bærer afbildninger af Balder, Tyr og Odin. Han var overklassens og kongernes gud, dem der havde råd til udstyr af denne type. Her blev en romersk teknik således brugt til at gengive klart germanske forestillinger.

### Runer
En vigtigt romersk indlån i den germanske kultur var skriften. Omkring 200 e.v.t. begynder runeindskrifter at dukke op i Sydskandinavien, den ældst kendte stammer fra Vimose på Fyn. Den almindelig brug af runer ophørte først omkring 1300. Oprindelsen af denne særlige germanske skriftform kan hænge sammen med det hypotetiske stærkt romersk påvirkede magtcentrum på Stevns, der i de seneste år er blevet konstateret flere tegn på. I forskningen har man længe diskuteret om runerne udelukkende havde religiøs betydning eller om de også blev brugt som hverdagsskrift. I dag hælder man dog mest til det sidste synspunkt, da det er usandsynligt at skriftformen kunne overleve så længe, hvis den udelukkende blev brugt i helt specielle rituelle sammenhænge.
Runer blev dog også benyttet i en religiøs sammenhæng. Indenfor runemagien havde hver runetegn en helt særlig betydning, og nedskrivningen af hele alfabetrækken, futharken, fungerede fx i sig selv som en trylleformel. Også i andre sammenhænge fungerede den nedskrevne runetekst uden tvivl som trylleformler, fx på brakteater, spyd osv.

## Eksterne link
- Wikimedia Commons har flere filer relateret til Germansk religion
- Viktor Rydberg's "Teutonic Mythology: Gods and Goddesses of the Northland" e-book
- W. Wagner's "Asgard and the Home of the Gods" e-book
- "Myths of Northern Lands" e-book by H. A. Guerber
- Peter Andreas Munch's "Norse Mythology: Legends of Gods and Heroes" e-book